# Тинник каёмчатый

Тинник каёмчатый (лат. Ilybius fuliginosus) — вид жесткокрылых семейства плавунцов.

## Описание
Жук длиной 10—11,2 мм. Тело заметно выпуклое, бронзово-бурого цвета. Кайма надкрылий обычно сзади раздвоена.

## Распространение
Вид встречается в Европе, Северной Африке, Турции, Иране, на Кавказе, Сибири, Казахстане и Монголии.